# Batrachorhina lichenea
Batrachorhina lichenea là một loài bọ cánh cứng trong họ Cerambycidae.